# نوربرت فور
نوربرت فور (بالإنجليزية: Norbert Fuhr)‏ (مواليد 1956) وهو أستاذ في علوم الكمبيوتر وزعيم مجموعة دويسبورغ لهندسة المعلومات ي جامعة جامعة دويسبورغ-إيسن بألمانيا.

## تعليمه
حصل على شهادته الأولى في علوم الكمبيوتر الفنية، والتي حصل عليها من قسم الهندسة الكهربائية في جامعة دارمشتات للتكنولوجيا في عام 1980 ، وفي عام 1986 أنهى شهادة الدكتوراه في قسم علوم الكمبيوتر من نفس الجامعة على «الفهرسة الاحتمالية واسترجاعها».

## عمله
عمل كأستاذ دكتور في دارمشتات حتى عام 1991 ، عندما تم تعيينه أستاذا مساعدا في قسم علوم الكمبيوتر في جامعة دورتموند للتكنولوجيا. منذ عام 2002 ، وهو أستاذ كامل في جامعة دويسبورغ-إيسن.

## الجوائز والتكريمات
منحت أطروحة فور «جائزة جيرهارد بيتش» لجمعية الوثائق الألمانية في عام 1987. وفي عام 2012 ، حصل على جائزة جيرارد سالتون.

## وصلات خارجية
- Norbert Fuhr - University of Duisburg-Essen